# Croton longissimus
Espèce
Classification APG II (2003)
Croton longissimus est une espèce de plantes à fleurs du genre Croton et de la famille Euphorbiaceae présente au nord de la Thaïlande.